# Zaitunia arabica
Espèce
Zaitunia arabica est une espèce d'araignées aranéomorphes de la famille des Filistatidae.

## Distribution
Cette espèce est endémique du Charjah aux Émirats arabes unis,. Elle se rencontre vers Mileiha.

## Habitat
Cette espèce se rencontre dans le Rub al-Khali.

## Description
La femelle holotype mesure 3,18 mm.

## Systématique et taxinomie
Cette espèce a été décrite par Marusik et Zonstein en 2023.

## Étymologie
Son nom d'espèce lui a été donné en référence au lieu de sa découverte, l'Arabie.

## Publication originale
- Marusik & Zonstein, 2023 : « A new and the southernmost species of Zaitunia Lehtinen, 1967 (Araneae: Filistatidae) from the United Arab Emirates. » Israel Journal of Entomology, vol. 52, p. 29-33.